# Hemiceras albulana
Hemiceras albulana är en fjärilsart som beskrevs av Druce 1887. Hemiceras albulana ingår i släktet Hemiceras och familjen tandspinnare. Inga underarter finns listade i Catalogue of Life.